# ناتاليا لافوركاد
ناتاليا لافوركاد (بالإنجليزية: Natalia Lafourcade)‏ هي مغنية بوب وروك مكسيكية ولدت في 26 فبراير 1984.

## وصلات خارجية
- ناتاليا لافوركاد على موقع IMDb (الإنجليزية)
- ناتاليا لافوركاد على موقع ميوزك برينز (الإنجليزية)
- ناتاليا لافوركاد على موقع أول ميوزيك (الإنجليزية)
- ناتاليا لافوركاد على موقع ديسكوغز (الإنجليزية)
- ناتاليا لافوركاد على موقع قاعدة بيانات الفيلم (الإنجليزية)